# Alessandro Altobelli
Alessandro Altobelli (Sonnino, 28 november 1955) is een voormalig Italiaans profvoetballer. Hij geldt als een van de meest trefzekere spitsen uit de Italiaanse geschiedenis. Vanwege zijn slanke bouw kreeg hij als bijnaam  Spillo (naald).

## Clubcarrière
Altobelli begon met voetballen bij Latina (Serie C) en Brescia (Serie B) en werd in 1977 gecontracteerd door de Italiaanse topclub Internazionale. Daar groeide hij uit tot een van de sterren van het elftal en scoorde hij in totaal 209 doelpunten (waarvan 128 in de Serie A) in 466 wedstrijden. Daarmee werd Altobelli na Giuseppe Meazza de meest trefzekere speler van Internazionale. In de Coppa Italia en in Europees verband is hij zelfs topscorer aller tijden van de club. Gedurende zijn verblijf bij de Nerazzurri won hij één Scudetto (1980) en twee nationale bekers (1978 en 1982). Na zijn afscheid in 1988 speelde Altobelli nog een seizoen voor Juventus en een seizoen voor Brescia.

## Interlandcarrière
Altobelli speelde 61 maal voor het Italiaanse elftal en scoorde daarin 25 maal. Onder leiding van bondscoach Enzo Bearzot maakte hij zijn debuut voor de Squadra Azzurra op 18 juni 1980 in de EK-wedstrijd in Rome tegen België (0-0). Hij viel in dat duel na 45 minuten in voor Gabriele Oriali. Zijn beroemdste doelpunt was de derde treffer in de WK-finale van 1982 tegen West-Duitsland, die met 3-1 werd gewonnen. Op het WK voetbal 1986 was Altobelli verantwoordelijk voor vier van de vijf doelpunten die Italië scoorde op het toernooi (de vijfde treffer was een Zuid-Koreaans eigen doelpunt). Op het EK voetbal 1988 beëindigde hij na acht jaar zijn interlandloopbaan.

## Erelijst
Met Internazionale:
- Serie A: 1979/80
- Coppa Italia: 1978, 1982

Met Italië:
- Wereldkampioen: 1982

## Trivia
- Altobelli was in 1982 de tweede voetballer in de geschiedenis (na Dick Nanninga in 1978) die als invaller scoorde in een WK-finale. Nadien werd dit enkel nog geëvenaard door de Duitsers Rudi Völler in de WK-finale van 1986 en Mario Götze in de finale van 2014.